# Ciudadanía mexicana

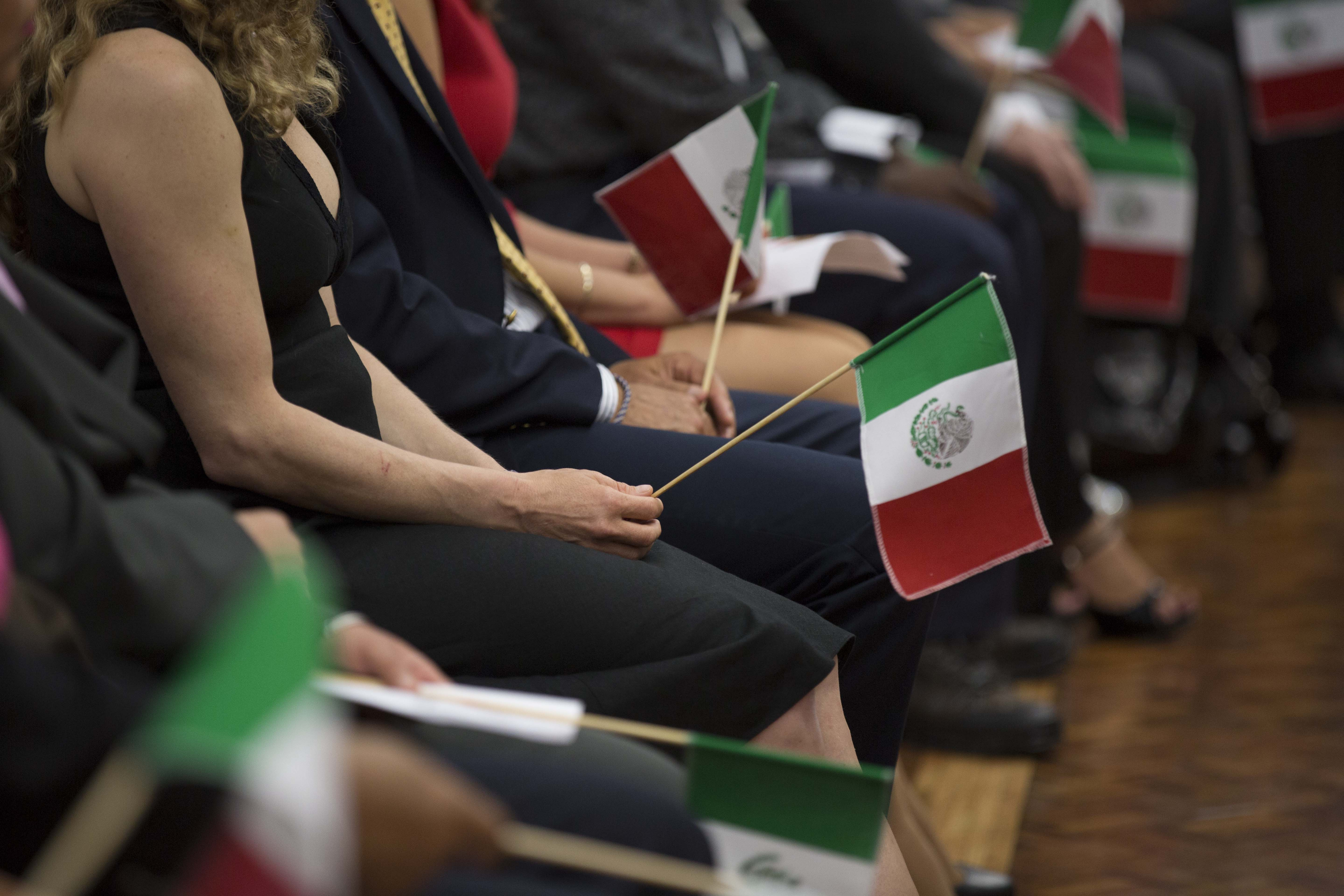
Ceremonia de bienvenida a los nuevos ciudadanos mexicanos por naturalización.

La ciudadanía mexicana es el estatus social que otorga la Constitución Política de los Estados Unidos Mexicanos en el artículo 34 de la misma.

## Obtención de la nacionalidad mexicana
Conforme al Artículo 30 de la Constitución Política de los Estados Unidos Mexicanos, la nacionalidad mexicana se adquiere de dos formas.

### Nacionalidad por nacimiento
- I.- Los que nazcan en territorio de la República, sea cual fuere la nacionalidad de sus padres.
- II.- Los que nazcan en el extranjero, hijos de padres mexicanos, de madre mexicana o de padre mexicano.
- III.- Los que nazcan en el extranjero, hijos de padres mexicanos por naturalización, de padre mexicano por naturalización, o de madre mexicana por naturalización, y
- IV.- Los que nazcan a bordo de embarcaciones o aeronaves mexicanas, sean de guerra o mercantes.[1]

### Nacionalidad por naturalización
Los extranjeros que obtengan de la Secretaría de Relaciones carta de naturalización. 
La mujer o el varón extranjeros que contraigan matrimonio con varón o con mujer mexicanos, que tengan o establezcan su domicilio dentro del territorio nacional por 5 años y cumplan con los demás requisitos que al efecto señale la ley. 
Los trámites de naturalización mexicana, incluido casos de cónyuges de mexicanos, se realizan ante la Dirección de Nacionalidad, de la Dirección General de Asuntos Jurídicos de la Secretaría de Relaciones Exteriores (SRE).

## Historia
Desde la vida independiente de México los ciudadanos eran todos hombres y así siguió hasta la presidencia de Adolfo Ruiz Cortines que se publicó el decreto que modificaba el artículo 34 de la constitución a como dicta ahora: Son ciudadanos de la República los varones y mujeres que, teniendo la calidad de mexicanos esto como avance para dotar a la mujer de más derechos políticos, laborales y sociales.

## Derechos
Según el artículo 35 de la carta magna las cuales están:
- Votar y ser Votado, a algún puesto de elección popular siempre que cumpla los requisitos expuestos en la ley.
- Asociarse individual y libremente para tomar parte en forma pacífica en los asuntos políticos del país.
- Tomar las armas en el Ejército o Guardia Nacional, para la defensa de la República y de sus instituciones, en los términos que prescriben las leyes.
- Ejercer en toda clase de negocios el derecho de petición.

## Documentos probatorios de nacionalidad mexicana
El Artículo 3 de la Ley de Nacionalidad establece que son documentos probatorios de la nacionalidad mexicana, cualquiera de los siguientes:
- El acta de nacimiento expedida conforme a lo establecido en las disposiciones aplicables;
- El certificado de nacionalidad mexicana, el cual se expedirá a petición de parte, exclusivamente para los efectos de los artículos 16 y 17 de esta Ley;
- La carta de naturalización;
- El pasaporte;
- La cédula de identidad ciudadana; y
- La matrícula consular que cuente con los siguientes elementos de seguridad:
  - a) Fotografía digitalizada;
  - b) Banda magnética, e
  - c) Identificación holográfica.
- A falta de los documentos probatorios mencionados anteriormente, se podrá acreditar la nacionalidad mediante cualquier elemento que, de conformidad con la ley, lleve a la autoridad a la convicción de que se cumplieron los supuestos de atribución de la nacionalidad mexicana.

## Obligaciones

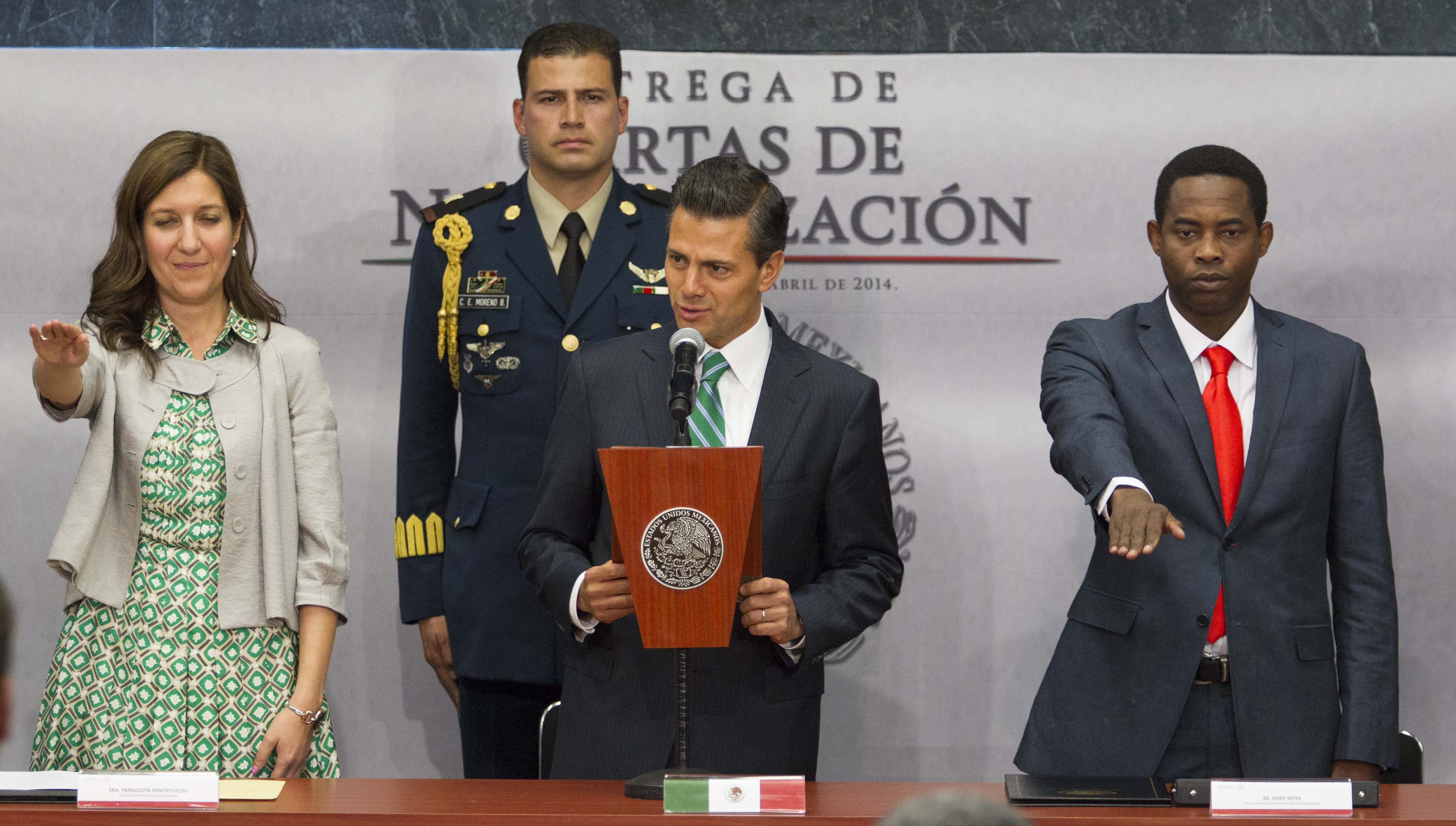
Ciudadanos en ceremonia de naturalización junto al presidente Enrique Peña Nieto.

Como en todo los ciudadanos mexicanos tienen obligaciones. Estas están expuestas en el artículo 36 y son: 
- Inscribirse en el catastro de la municipalidad, manifestando la propiedad que el mismo ciudadano tenga, la industria, profesión o trabajo de que subsista; así como también inscribirse en el Registro Nacional de Ciudadanos, en los términos que determinen las leyes.
- Alistarse en el ejército de los Estados Unidos Mexicanos
- Votar en las elecciones populares en los términos que señale la ley.
- Desempeñar los cargos de elección popular de la Federación o de los Estados, que en ningún caso serán gratuitos.
- Desempeñar los cargos concejiles del municipio donde resida, las funciones electorales y las de jurado.
- A pagar las cuentas y cuotas que el país o estado solicita y hacerlo de manera honesta y a tiempo.

## Pérdida de la Ciudadanía Mexicana
A diferencia de la Nacionalidad mexicana, la ciudadanía si se pierde. Los motivos son variados y entre ellos están:
- Aceptar o usar títulos nobiliarios de gobiernos extranjeros.
- Prestar voluntariamente servicios oficiales a un gobierno extranjero sin permiso del Congreso de la Unión o de su Comisión Permanente.
- Traición a la Patria.
- Adquisición voluntaria de una nacionalidad extranjera, hacerse pasar por instrumento público como extranjero, por usar pasaporte extranjero, o por aportar o recibir títulos que impliquen sumisión a un Estado extranjero, por residir durante 5 años continuos en el extranjero.